# アスフィクシア山
アスフィクシア山（英語: Mount Asphyxia）はサウスサンドウィッチ諸島のザボドフスキー島最高峰の山。標高551 m。成層火山。最終噴火は2012年3月から4月にかけて。1819年と1908年にも噴火があった。Asphyxiaとは英語で窒息という意味であり、これは吸引すると窒息してしまいそうな同島で充満する火山ガスに由来する。アルゼンチンの水路学関連の書籍ではMount Curryの呼称がしばしば用いられる。